# دیمین جونز (بازیکن بسکتبال)
دیمین جونز (انگلیسی: Damian Jones؛ زادهٔ ۳۰ ژوئن ۱۹۹۵) یک بازیکن بسکتبال اهل ایالات متحده آمریکا است. وی سابقه عضویت در تیم گلدن استیت واریرز را در کارنامه دارد.